# Hard Islands
Hard Islands (укр. «Тверді острови») — другий альбом англійського продюсера електронної музики Натана Фейка, випущений 27 квітня 2009 року на лейблі Border Community.

## Список композицій
| #     | Назва            | Тривалість |
| ----- | ---------------- | ---------- |
| 1.    | «The Turtle»     | 6:20       |
| 2.    | «Basic Mountain» | 6:15       |
| 3.    | «Castle Rising»  | 8:59       |
| 4.    | «The Curlew»     | 1:17       |
| 5.    | «Narrier»        | 3:35       |
| 6.    | «Fentiger»       | 6:46       |
| 33:13 |                  |            |

## Персоналії
- Натан Фейк — автор музики, продюсування
- Ден Томбс — фото
- Шейн МакЕнхілл — мастерінг